# Tigres d'or
Les Tigres d'or ou prix du Tigre (titre officiel : Tiger Awards, titre complet : Hivos Tiger Awards, anciennement VPRO Tiger Awards) sont les principales récompenses cinématographiques néerlandaises. Ils sont remis depuis 1995 lors du Festival international du film de Rotterdam aux trois meilleurs longs métrages.
En 2014, le prix consistait en un montant de 15 000 € accordé à chacun des trois cinéastes choisis.

## Palmarès
| 1996 | Fils                                                  | Zhang Yuan                            | Chine                                      |
| 1996 | Grains de sable                                       | Ryōsuke Hashiguchi                    | Japon                                      |
| 1997 | Le Jour où le cochon est tombé dans le puits          | Hong Sang-soo                         | Corée du Sud                               |
| 1997 | Last Holiday                                          | Amir Karakoulov                       | Kazakhstan                                 |
| 1997 | Robinson in Space                                     | Patrick Keiller                       | Royaume-Uni                                |
| 1998 | Les Héritiers                                         | Stefan Ruzowitzky                     | Autriche                                   |
| 1998 | Giro di Lune tra terra e mare                         | Giuseppe Gaudino                      | Italie                                     |
| 1998 | Knoflíkari                                            | Petr Zelenka                          | République tchèque                         |
| 1999 | Following                                             | Christopher Nolan                     | Royaume-Uni                                |
| 1999 | The Iron Heel of Oligarchy                            | Alexander Bashirov                    | Russie                                     |
| 1999 | Plus qu'hier, moins que demain                        | Laurent Achard                        | France                                     |
| 2000 | Bye Bye Blue Bird                                     | Katrin Ottarsdóttir                   | Danemark                                   |
| 2000 | Mundo grúa                                            | Pablo Trapero                         | Argentine                                  |
| 2000 | Suzhou River                                          | Lou Ye                                | Chine                                      |
| 2001 | 25 Watts                                              | Juan Pablo Rebella                    | Uruguay                                    |
| 2001 | Mabudachi                                             | Tomoyuki Furumaya                     | Japon                                      |
| 2001 | In den Tag hinein                                     | Maria Speth                           | Allemagne                                  |
| 2002 | Everyday God Kisses Us on the Mouth                   | Sinisa Dragin                         | Roumanie                                   |
| 2002 | Tussenland                                            | Eugenie Jansen                        | Pays-Bas                                   |
| 2002 | Wild Bees                                             | Bohdan Sláma                          | République tchèque                         |
| 2003 | Extraño                                               | Santiago Loza                         | Argentine                                  |
| 2003 | Jealousy Is My Middle Name                            | Park Chan-ok                          | Corée du Sud                               |
| 2003 | With Love. Lilya                                      | Larisa Sadilova                       | Russie                                     |
| 2004 | The Missing                                           | Lee Kang-sheng                        | Taïwan                                     |
| 2004 | Summer in the Golden Valley                           | Srdjan Vuletic                        | Bosnie-Herzégovine                         |
| 2004 | Unterwegs                                             | Jan Krüger                            | Allemagne                                  |
| 2005 | 4                                                     | Ilia Andreïevitch Khrjanovski         | Russie                                     |
| 2005 | El cielo gira                                         | Mercedes Álvarez                      | Espagne                                    |
| 2005 | Nemmeno il destino                                    | Daniele Gaglianone                    | Italie                                     |
| 2006 | Old Joy                                               | Kelly Reichardt                       | États-Unis                                 |
| 2006 | La perrera                                            | Manuel Nieto Zas                      | Uruguay / Argentine                        |
| 2006 | Walking On the Wild Side                              | Han Jie                               | Chine                                      |
| 2007 | Love Conquers All                                     | Tan Chui Mui                          | Malaisie                                   |
| 2007 | Die Unerzogenen                                       | Pia Marais                            | Allemagne                                  |
| 2007 | Bog of Beasts                                         | Claudio Assis                         | Brésil                                     |
| 2007 | AFR                                                   | Morten Hartz Kaplers                  | Danemark                                   |
| 2008 | Go with Peace Jamil                                   | Omar Shargawi                         | Danemark                                   |
| 2008 | Wonderful Town                                        | Aditya Assarat                        | Corée du Sud                               |
| 2008 | Flower in the Pocket                                  | Liew Seng Tat                         | Malaisie                                   |
| 2009 | Be Calm and Count to Seven                            | Ramtin Lavafipour                     | Iran                                       |
| 2009 | Breathless                                            | Yang Ik-joon                          | Corée du Sud                               |
| 2009 | Wrong Rosary                                          | Mahmut Fazil Coskun                   | Turquie                                    |
| 2010 | Agua fría de mar                                      | Paz Fábrega                           | Costa Rica                                 |
| 2010 | Alamar                                                | Pedro Gonzalez-Rubio                  | Mexique                                    |
| 2010 | Mundane History                                       | Anocha Suwichakornpong                | Thaïlande                                  |
| 2011 | Finisterrae                                           | Sergio Caballero                      | Espagne                                    |
| 2011 | Eternity                                              | Sivaroj Kongsakul                     | Thaïlande                                  |
| 2011 | The Journals of Musan                                 | Park Jung-bum                         | Corée du Sud                               |
| 2012 | Clip                                                  | Maja Miloš                            | Serbie                                     |
| 2012 | De jueves a domingo                                   | Dominga Sotomayor                     | Chili / Pays-Bas                           |
| 2012 | Egg and Stone                                         | Huang Ji                              | Chine                                      |
| 2013 | Fat Shaker                                            | Mohammad Shirvani                     | Iran                                       |
| 2013 | My Dog Killer                                         | Mira Fornay                           | Slovaquie / République tchèque             |
| 2013 | Soldate Jeannette                                     | Daniel Hoesl                          | Autriche                                   |
| 2014 | Anatomy of a Paper Clip                               | Ikeda Akira                           | Japon                                      |
| 2014 | A cappella                                            | Lee Su-jin                            | Corée du Sud                               |
| 2014 | Something Must Break                                  | Ester Martin Bergsmark                | Suède                                      |
| 2015 | La Obra del Siglo                                     | Carlos M. Quintela                    | Allemagne / Argentine / Cuba / Suisse      |
| 2015 | Videophilia (and Other Viral Syndromes)               | Juan Daniel F. Molero                 | Pérou                                      |
| 2015 | Vanishing Point                                       | Jakrawal Nilthamrong                  | Thaïlande                                  |
| 2016 | Radio Dreams                                          | Babak Jalali                          | États-Unis / Iran                          |
| 2016 | La última tierra (prix spécial du Jury)               | Pablo Lamar                           | Paraguay / Pays-Bas / Chili / Qatar        |
| 2017 | Sexy Durga                                            | Sanal Kumar Sasidharan                | Inde                                       |
| 2017 | Rey (prix spécial du Jury)                            | Niles Atallah                         | Chili / France                             |
| 2018 | The Widowed Witch                                     | Cai Chengjie                          | Chine                                      |
| 2018 | The Reports on Sarah and Saleem (Prix spécial du Jury | Muayad Alayan                         | Palestine / Allemagne / Pays-Bas / Mexique |
| 2019 | Present. Perfect.                                     | Zhu Shengze                           | Chine / Hong Kong / États-Unis             |
| 2019 | Take Me Somewhere Nice (Prix Spécial du Jury)         | Ena Sendijarević                      | Bosnie-Herzégovine / Pays-Bas              |
| 2020 | The Cloud in Her Room                                 | Xinyuan Zheng Lu                      | Chine / Hong Kong                          |
| 2020 | Lucky Strike (prix spécial du Jury)                   | Yong-hoon Kim                         | Corée du Sud                               |
| 2021 | Pebbles                                               | Vinothraj P.S.                        | Inde                                       |
| 2021 | I Comete (prix spécial du Jury)                       | Pascal Tagnati                        | France                                     |
| 2021 | Looking for Venera (prix spécial du Jury)             | Norika Sefa                           | Macédoine du Nord / Kosovo                 |
| 2022 | EAMI                                                  | Paz Encina                            | Paraguay                                   |
| 2022 | Excess Will Save Us (prix spécial du Jury)            | Morgane Dziurla-Petit                 | Suède                                      |
| 2022 | To Love Again                                         | Gao Linyang                           | Chine                                      |
| 2023 | Le Spectre de Boko Haram                              | Cyrielle Raingou                      | Cameroun                                   |
| 2023 | Munnel (prix spécial du Jury)                         | Visakesa Chandrasekaram               | Sri Lanka                                  |
| 2023 | New Strains (prix spécial du Jury)                    | Artemis Shaw, Prashanth Kamalakanthan | États-Unis                                 |
| 2024 | Rei                                                   | Tanaka Toshihiko                      | Japon                                      |
| 2024 | Kiss Wagon (prix spécial du Jury)                     | Midhun Murali                         | Inde                                       |
| 2024 | Flathead (prix spécial du Jury)                       | Jaydon Martin                         | Australie                                  |
| 2025 | Fiume o morte !                                       | Igor Bezinović                        | Croatie                                    |
| 2025 | L’Arbre de l’authenticité (prix spécial du Jury)      | Sammy Baloji                          | République Démocratique du Congo           |
| 2025 | Im Haus meiner Eltern (prix spécial du Jury)          | Tim Ellrich                           | Allemagne                                  |